# 권영진 (조선민주주의인민공화국의 정치인)
권영진(權英進,미상 ~ )은 조선민주주의인민공화국의 군인이자 정치인이다. 조선인민군 총정치국장으로 조선로동당 중앙군사위원회 위원 겸 당 중앙위원이다.

## 경력
2020년 5월, 조선인민군 중장에서 상장으로 승진했고 같은 해 6월 당중앙위원회 제7기 제5차전원회의에서 조선로동당 중앙위원으로 보선되었다. 이후 김수길 후임으로 조선인민군 총정치국장으로 임명되었고, 2021년 1월에 개최된 조선로동당 제8차 대회에서 중앙정치국 위원 겸 중앙군사위원회 위원으로 선출되었다.

## 기타
2010년 11월 조명록과 2018년 김영춘 사망 당시에 국가 장의위원회 위원을 맡았다.